# هنک خوش‌شانس
هنک خوش‌شانس (انگلیسی: Lucky Hank) یک مجموعهٔ تلویزیونی در سبک کمدی سیاه است که توسط پل لیبرشتاین و آرون زلمن بر پایهٔ رمانی از ریچارد روسو (چاپ ۱۹۹۷) توسعه یافته‌است.
این مجموعه از مارس ۲۰۲۳ در شبکه تلویزیونی ای‌ام‌سی پخش می‌شود و نقش اصلی آن را باب ادنکیرک بازی می‌کند.